# Ford Fiesta
O Fiesta é um hatchback produzido pela Ford de 1976 a 2023. Atualmente, se encontra em sua sétima geração (oitava geração no Reino Unido). O Fiesta é um projeto global, tendo sido fabricado e comercializado em vários lugares do mundo. Foi comercializado na Europa, América, Ásia, Oceania e África.
Mais de 16 milhões de unidades já foram vendidas desde o lançamento, o que torna o Fiesta o terceiro veículo mais vendido da Ford, atrás apenas do Escort e da F-Series.[carece de fontes?]
O Fiesta foi descontinuado em junho de 2023, após 20 milhões de unidades terem sido produzidas. O último Ford Fiesta saiu da linha de produção em 7 de julho de 2023. Com o fim da produção, ele foi substituído pelo Ford Puma.

## Desenvolvimento
O Fiesta foi originalmente desenvolvido com o nome de "Bobcat", tendo o projeto aprovado por Henry Ford II em 1972. Era até então o menor carro feito pela marca, criado para disputar o seguimento de carros supermini. A meta era que o novo carro tivesse um custo de desenvolvimento US$100 menor do que o do Escort da época. O carro teria uma distância entre eixos maior do que o Fiat 127, no entanto o comprimento seria menor do que o Ford Escort. O projeto final foi desenvolvido pelo designer Tom Tjaarda e o projeto foi aprovado para produção no outono de 1973, com colaboração dos centros de engenharia da Ford na Itália e Inglaterra. Com a meta de produzir 500 mil unidades por ano, a Ford construiu uma fábrica em Valência na Espanha e ampliou suas fábricas na França e Reino Unido. A montagem final era feita na Espanha.
O nome Fiesta (que significa "festa" em espanhol) pertencia a General Motors quando o veículo foi projetado (era utilizado em modelos da Oldsmobile), no entanto, foi gratuitamente cedido à Ford. Depois de anos de especulação da mídia automotiva a respeito do novo modelo da Ford, uma sucessão de vazamentos de informações cuidadosamente planejadas começou a acontecer no final de 1975. Em junho de 1976, o Fiesta foi exposto no evento das 24 Horas de Le Mans e foi colocado à venda na França e Alemanha em setembro do mesmo ano. No Reino Unido, as versões com volante à direita só começaram a aparecer em janeiro de 1977.

## Primeira geração (1976–1983)
Mecanicamente, o Fiesta seguia a tradição Ford de transmissão manual de quatro velocidades. O motor era o OHV Ford Kent, apelidado de "Valencia" e desenvolvido especialmente para o novo carro. Para cortar custos e acelerar o processo de desenvolvimento, a cadeia cinemática do Fiesta foi testada em modelos Fiat 127. Apesar de não ser o primeiro veículo da Ford a ter tração dianteira (o Ford Taunus produzido na Alemanha em 1960 foi o primeiro), o Fiesta é creditado como sendo o primeiro veículo da marca com essa característica que alcançou sucesso. As vendas no Reino Unido começaram em 1977 e a versão mais básica do veículo podia ser encontrada a partir de £1.856. O milionésimo Fiesta foi produzido em 9 de janeiro de 1979, época em que o veículo já estava alcançado destaque.

### Especificações
| Motorização       | 4 cilindros em linha: Gasolina, OHV Ford Kent/Valencia |
| Capacidade        | 957–1,597 cc                                           |
| Potência          | 40–84 bhp (potência de frenagem)                       |
| Velocidade máxima | 137–171 km/h                                           |
| Aceleração        | 0-100: 10.1–17.6 seg                                   |

## Segunda geração (1983–1989)
A segunda geração foi lançada em agosto de 1983 com interior e traseira totalmente revisados e novas linhas na lateral. O motor OHV 1.3 L foi substituído em 1984 pelo Ford CVH de capacidade semelhante, passando para 1.4 dois anos depois. Já o antigo motor Ford Kent/Valencia de 957 e 1117 cc continuou com ligeiras alterações. Uma versão diesel com 1600 cc adaptado do Escort também foi produzida.
O modelo XR2 continha um atrativo bodykit e apresentava potência de 96 cv com motor 1.6 CVH, além de caixa de cinco velocidades. Apesar dessa versão sugerir esportividade na aparência, um Fiesta verdadeiramente "quente" não foi produzido pela Ford para não atrapalhar as vendas do Ford Escort XR3.
A nova transmissão CTX CVT, que também era encontrada no Fiat Uno, apareceu no início de 1987 apenas nos modelos 1.1.

### Especificações
| Motorizações      | 4 cilindros em linha: Gasolina, OHV Ford Kent/Valencia; Ford CVH; Diesel |
| Capacidade        | 957–1,608 cc                                                             |
| Potência          | 45–96 bhp (potência de frenagem)                                         |
| Velocidade máxima | 142–163 km/h                                                             |
| Aceleração        | 0-100: 8.7–19.0 seg                                                      |

## Terceira Geração (BE13; 1989–1997)
A introdução do Ford Fiesta de terceira geração, codinome BE-13, aumentou sua popularidade, auxiliado em grande parte pela adoção da versão 5 portas. Esse modelo teve a maior tempo de produção do que qualquer outro Fiesta até hoje, e também alcançou as maiores vendas anuais do que qualquer Fiesta no começo dos anos 1990. A longevidade do carro significou que foi o Fiesta que passou por mais mudanças em sua vida. Por exemplo, o carro teve quatro diferentes versões padrão de direções diferentes (a direção do lançamento, que foi atualizada em 1992, 1994 e 1995). Teve também as mais variadas versões (Popular, Popular Plus, L, LX, Guia, 1.6S, XR2i, RS Turbo, RS1800, Fiesta, LA, DL, SX, Azura, Si, Classic, Classic Quartz, Classic Cabaret, C, CL, CLX). Uma picape derivada do Fiesta, a Courier, foi lançada em 1991.
Os motores injetados se tornaram disponíveis em 1991. Mudanças importantes foram introduzidas em 1994: airbags no volante que se tornaram item de série, item esse que a Vauxhall introduziu no Corsa apenas em novembro de 2000. Melhorias da parte estrutural do carro visando maior segurança, assim como um novo imobilizador para as versões a gasolina. A gama de versões no Reino Unido foi simplificada para apenas: Fiesta, LX, Si (que ganhou novos para-choques e bancos) e Guia, com novos retrovisores e novas rodas.
A partir de 1995, quando o Mk4 foi lançado, o modelo coexistiu na linha de produção com o seu sucessor, sendo comercializado com o nome de "Fiesta Classic" até 1997.

### Especificações
| Motorização (4 cilindros em linha) | Gasolina                 | Gasolina                 | Gasolina                 | Gasolina                 | Gasolina                 | Gasolina                 | Gasolina                 | Gasolina                 | Diesel                   |
| Motorização (4 cilindros em linha) | Ford Kent/HCS            | Ford Kent/HCS            | Ford Kent/HCS            | Ford CVH                 | Ford CVH                 | Ford CVH                 | Ford Zetec               | Ford Zetec               | LT/Lynx                  |
| Motorização (4 cilindros em linha) | OHV                      | OHV                      | OHV                      | OHC                      | OHC                      | Turbo OHC                | DOHC                     | DOHC                     | OHC                      |
| Capacidade (cc)                    | 999 cc                   | 1,118 cc                 | 1,297 cc                 | 1,392 cc                 | 1,596 cc                 | 1,596 cc                 | 1,598 cc                 | 1,796 cc                 | 1,753 cc                 |
| Potência                           | 45 cv                    | 50-55 cv                 | 60 cv                    | 71-75 cv                 | 104 cv                   | 133 cv                   | 90 cv                    | 105-130 cv               | 60 cv                    |
| Velocidade máxima                  | 138 km/h                 | 143 km/h                 | 149–153 km/h             | 162–167 km/h             |                          | 208 km/h                 | 177 km/h                 | 182–200 km/h             | 152 km/h                 |
| Aceleração                         | 0-100: 7.9–19.0 segundos | 0-100: 7.9–19.0 segundos | 0-100: 7.9–19.0 segundos | 0-100: 7.9–19.0 segundos | 0-100: 7.9–19.0 segundos | 0-100: 7.9–19.0 segundos | 0-100: 7.9–19.0 segundos | 0-100: 7.9–19.0 segundos | 0-100: 7.9–19.0 segundos |

### Brasil
No Brasil o Ford Fiesta estreou em 1995 (5 anos depois de ter sido na Europa), como modelo importado da Espanha, nas versões 3 e 5 portas, com motor Endura-E 1.3L, injeção eletrônica monoponto, com módulo eletrônico EEC-IV, e um acabamento bom comparado aos concorrentes da época, como Chevrolet Corsa GL 1.4 E. F. I, Fiat Uno CS 1.5 i. e., e Volkswagen Gol CLi 1.6.

## Quarta geração (BE91; 1995–2002)

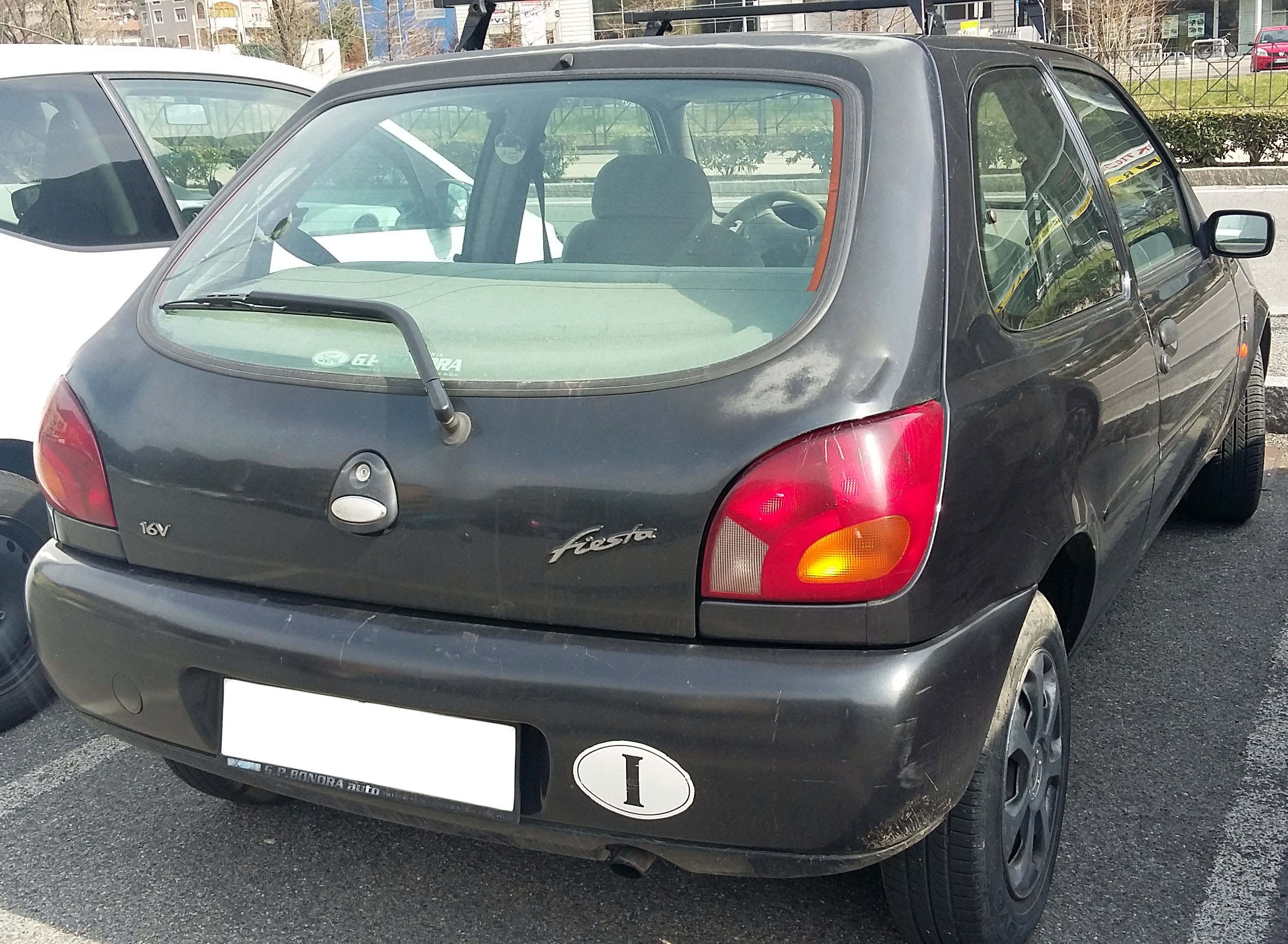
Fiesta de quarta geração, visão traseira

A quarta geração (codinome BE-91) foi lançada em 1995 e já em 1996 tornou-se o carro mais vendido do Reino Unido por três anos consecutivos. O Fiesta Mk4 não foi vendido na América do Norte.
O modelo continha os novos motores Zetec-SE, disponíveis em 1.25 L e 1.4 L. O motor 1.8 a diesel foi ligeiramente modificado na quarta geração, recebendo o nome de "Endura DE".
Após passar por um facelift em 2002, o modelo da África do Sul passou a utilizar motores Rocam 1.3 e 1.6 projetados em Port Elizabeth ao invés dos Sigma europeus. O modelo sul-africano serviu de base para a construção do Ford Ikon (codinome C195), que era um modelo sedã de 4 portas projetado para a Índia. Posteriormente, o Ikon também foi introduzido em outros países em desenvolvimento, como o Brasil (nomeado de Fiesta Sedan), África do Sul, México e China, onde os sedãs são mais cobiçados.

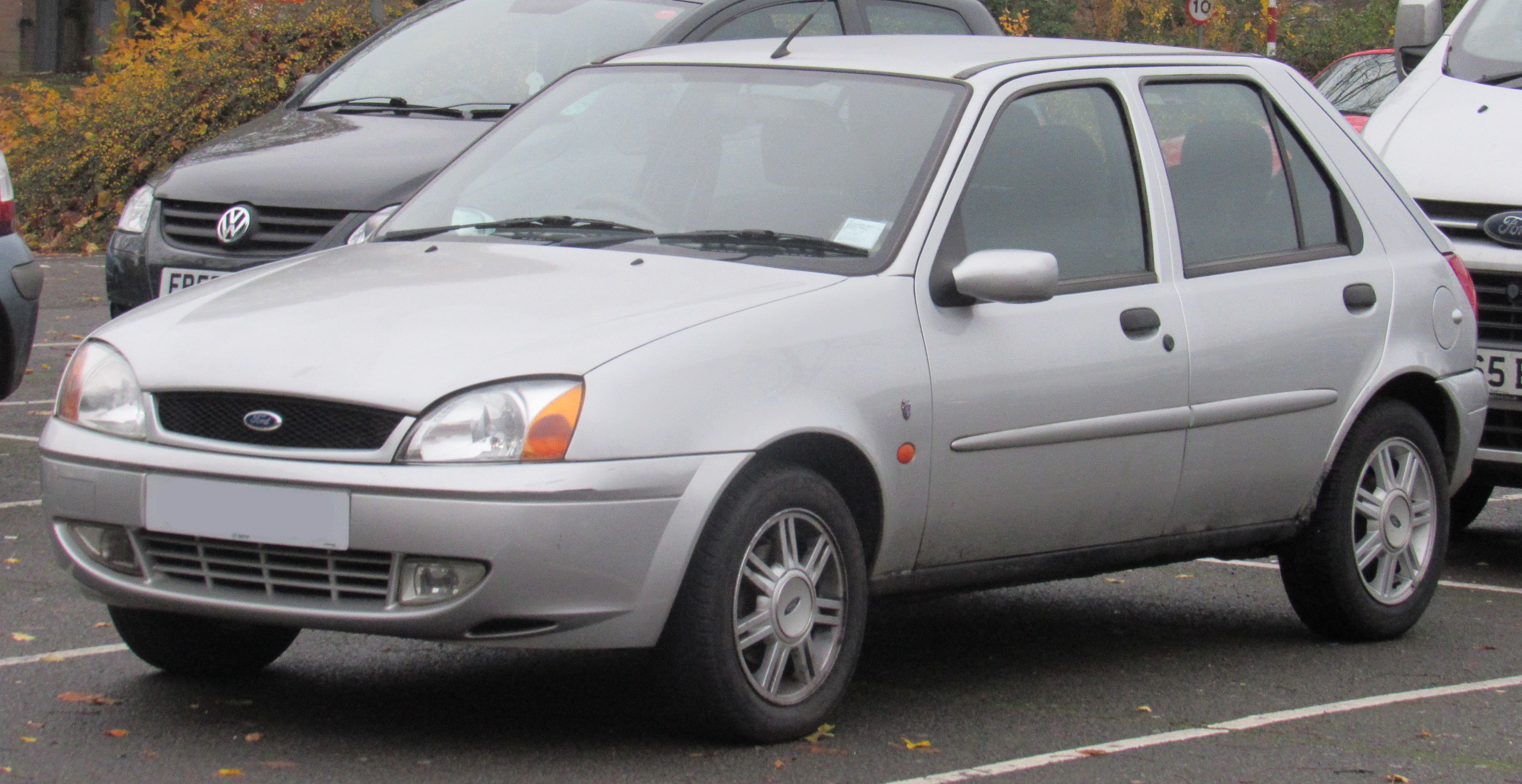
Fiesta de quarta geração (facelift).

### Brasil
Em 1996, foi lançado no mercado brasileiro já sendo fabricado no país. Veio substituir o Escort Hobby. Não agradou o público pela estética exterior, mas apresentava um excelente conjunto mecânico, com as opções de motores Endura 1.3L EFI e Zetec-SE 1.4 16V EFI, todos com injeção de combustível multiponto com módulo EEC-V. Destacava-se também pelo acabamento interno, com materiais de qualidade superior comparado à concorrência do seu segmento, entre os modelos nacionais. Era oferecido nas versões básica 1.3 EFI, 1.3 8v EFI (Intermediário) e CLX 1.4 16v Zetec-SE (topo de linha), com variações de acabamento interior em cores cinza azulado ou bege. Em 1998 surge a série especial Class, derivada da versão Popular, oferecido no começo apenas com 3 portas e direção hidráulica de série, e, em todas as versões, o airbag passa a ser opcional, e o acabamento interno passa a ser diferenciado, com estilo mais jovial. Já em 1999, a produção do modelo 1.3L termina, dando lugar à versão 1.0 Class, que deixa de ser série especial e contando a versão 3 e 5 portas.
No final de 1999 (já como modelo 2000), sofre alteração leve no design, apresentando um conjunto frontal mais agressivo e novos motores. Saem de linha os Endura-E e Zetec-SE para dar lugar aos novos Zetec RoCam 1.0L e 1.6L, mais potentes. As versões oferecidas passam a ser a GL (básica), GL Class (intermediária), ambas com motor 1.0L, e a GLX (mais luxuosa), com motor 1.6L. Ainda em 2000, é oferecida a série especial Sport, nas opções 1.0L e 1.6L, com acabamento interno e externo esportivo, em uma única cor: vermelho sólida. Entre os diferenciais, destacavam-se o para-choques dianteiro idêntico à versão esportiva ST europeia, aerofólio traseiro, e saias laterias e traseira, além de rodas de liga-leve aro 14" e interior com apliques na cor prata metálico no painel, e pedais e manopla de câmbio esportiva. Em 2001, chega a série básica Street, que passa mais tarde a ser produzida em larga escala, até 2006 (como modelo 2007), e os indicadores de direção frontais (acoplados ao farol) e os repetidores laterais ovais, nos para-lamas, passam a ser transparentes, quando antes eram na cor âmbar, além dos tecidos internos serem revistos.

## Quinta geração (BE256; 2002–2014)

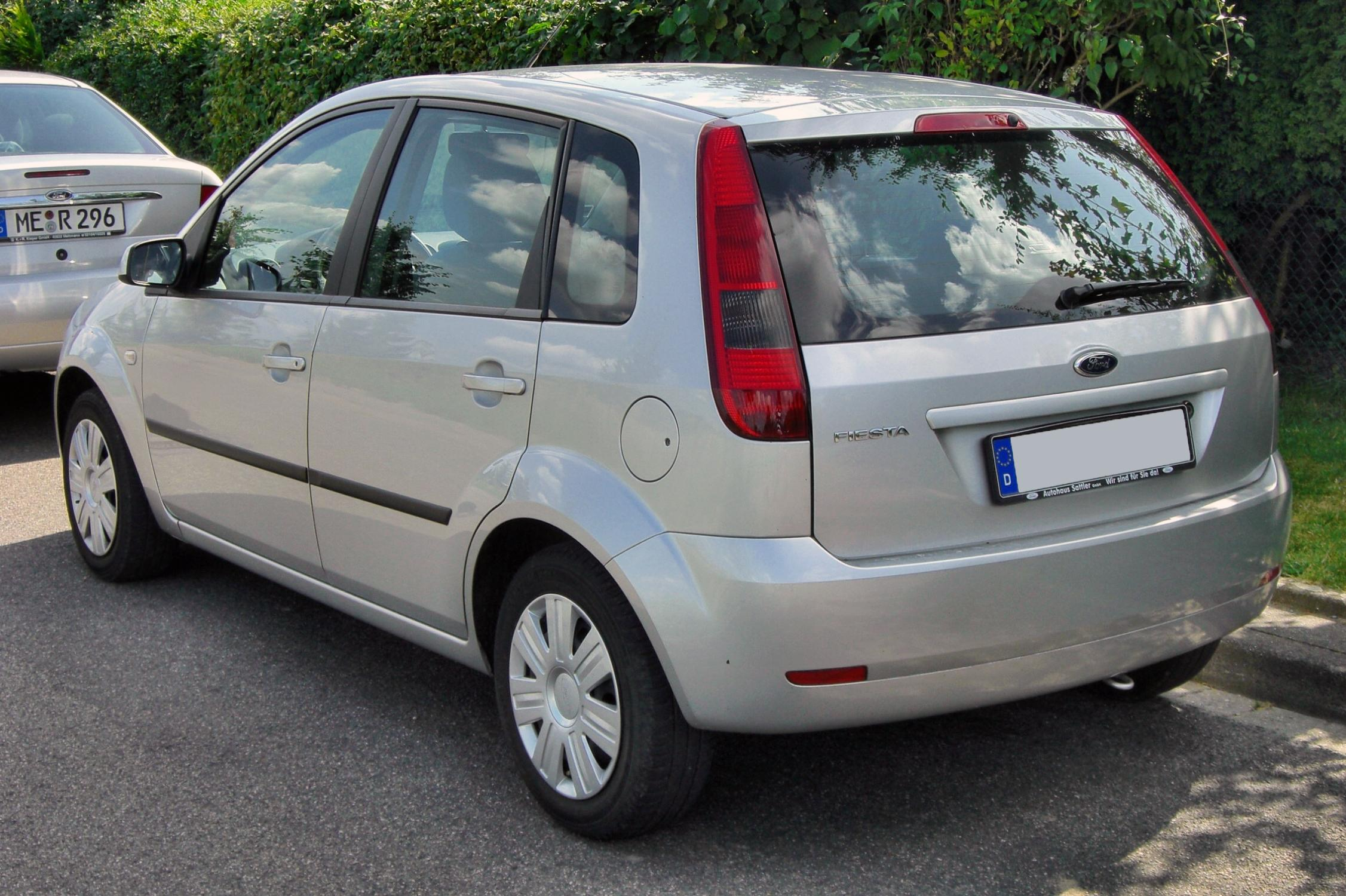
Vista traseira

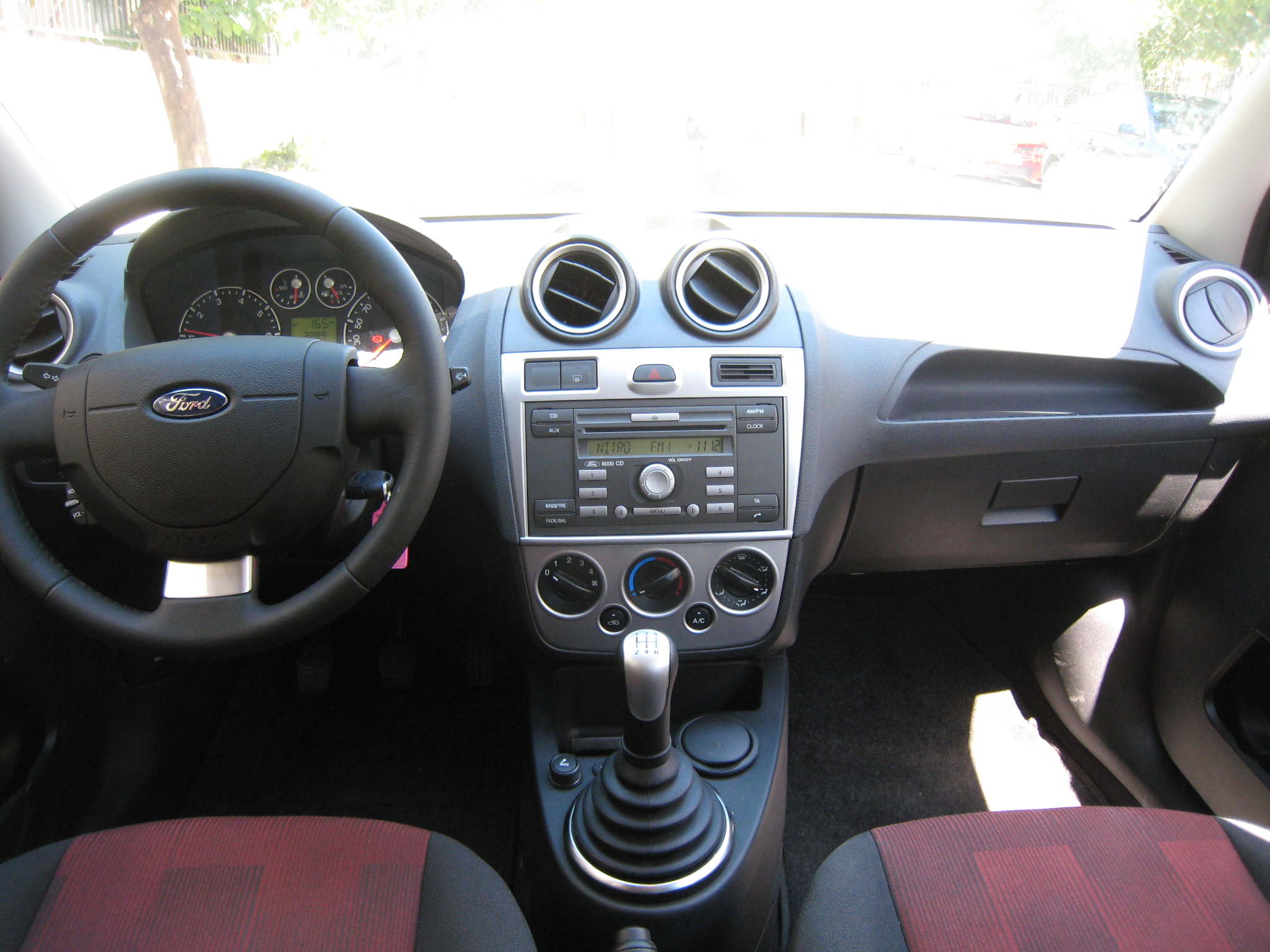
Interior

Em abril de 2002, o Fiesta da nova geração foi revelado. É a geração mais bem-sucedida em termos de vendas até o presente momento.

### Brasil
Em 2003, chega ao Brasil, seguindo o conceito new-edge da Ford, com arestas ressaltadas e harmonia entre linhas retas e arcos (codinome do projeto BV256, "V" de Value, diferenciando-o da versão europeia). Era oferecido nas versões Personnalité 1.0L (a versão de entrada), Supercharger 1.0L (intermediária - o primeiro carro de série no Brasil a usar um compressor mecânico), e o Class 1.6L.
Em 2007, o modelo passou por uma reestilização exclusiva para o mercado sul-americano, ganhando um interior menos simplório, com novas linhas, texturas, tecidos e cores, e modificações externas, como nova frente, mais robusta, e nova traseira, com lanternas de lentes transparentes. E a antiga série Trail deixa de ser um conjunto de acessórios instalados nas concessionárias para ser uma versão de série. Em 2010, novo facelift, dessa vez deixando o modelo semelhante esteticamente ao Fiesta VI comercializado na Europa. O nome do Fiesta V onde ele ainda é comercializado varia de país para país, sendo chamado de "Fiesta One" na Argentina, "Fiesta Move" na Venezuela e "Fiesta Rocam" no Brasil.
Atualmente, o Fiesta desta geração parou de ser comercializado no Brasil até 2015. Foi produzido até 2014. Ele contava com motorização 1.0 ou 1.6 8v Flex Rocam.

#### Fiesta Trail
O Ford Fiesta Trail é uma versão especial do Ford Fiesta, veículo produzido pela Ford do Brasil.
Até 2007, o Fiesta Trail era composto por um kit de acessórios (opcionais), instalados nos distribuidores da montadora. A partir deste ano, entretanto, o veículo passou a ser comercializado como um modelo completo, onde os equipamentos são instalados de fábrica.

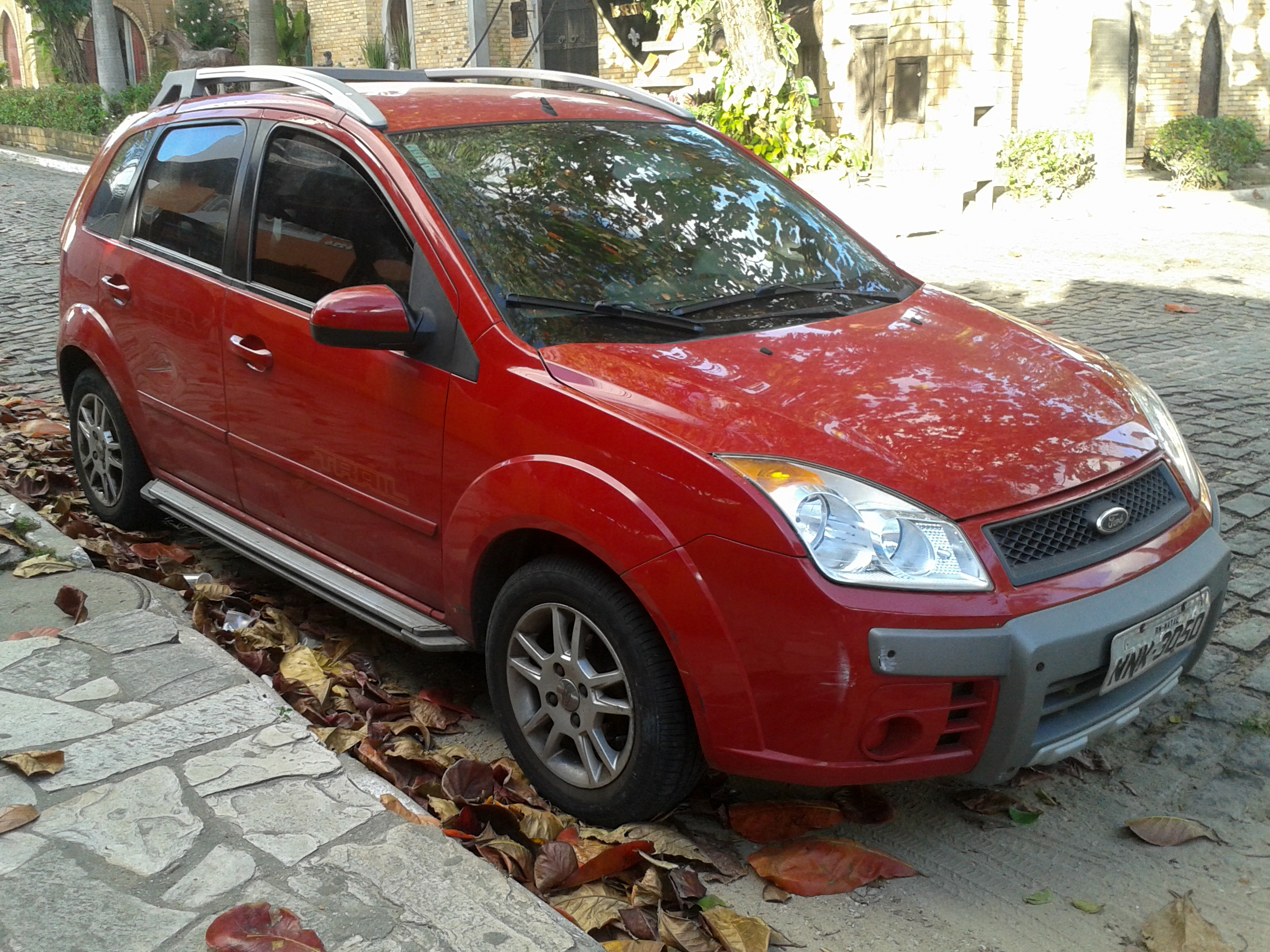
Ford Fiesta Trail 2009, modelo brasileiro

## Sexta geração (B299/B409; 2008–2019)
A sexta geração (ou Fiesta Mark 6) foi apresentada em setembro de 2007 como carro conceito sob o nome de Ford Verve no Salão do Automóvel de Frankfurt para ser comercializado inicialmente nos principais mercados europeus: Austrália e Estados Unidos. A produção começou inicialmente na fábrica de Colônia na Alemanha em agosto de 2008. A fábrica de Valência começou a produção em 2009, seguido da China, Tailândia e México entre 2008 e 2010. Em 2013, a fábrica em São Bernardo do Campo também começou a produzir o modelo, já com o novo facelift.

### Brasil
Em março de 2010 foi lançado no Brasil, como modelo 2011, o Ford New Fiesta Sedan importado do México, no padrão Estados Unidos, com indicadores de direção laterais (âmbar na frente e vermelhos atrás). Já em outubro de 2011 foi lançado no mercado brasileiro o Ford New Fiesta Hatch, como modelo 2012.
Em 2013, uma nova reestilização do Fiesta passou a ser produzida em São Bernardo em sua versão hatch. A versão sedan, no entanto, será importada do México.
O New Fiesta pode-se dizer sucessor do Fiesta, mas até em 2014 foi produzido na versão do motor RoCam, em outra concorrência, ele não é tímido nas vendas, ele ficou melhor em tamanho e não é mais popular e sim, um hatch premium e na Europa, recebeu a apimentada versão RS com ar de esportivo (concorrente do Peugeot 208 GT, ambos mesmo motor), em seguida foi chegando a outros países. Ele subiu na concorrência, e diferente da versão popular que estava os principais compactos do mercado, agora está entre Peugeot 208 x Chevrolet Sonic x Fiat Punto x Citroën C3, entre outros.
Em 2012, a Ford apresentou um conceito do Fiesta ST, definindo quase todas as suas linhas da versão de rua do esportivo, e antecipou o padrão visual da Ford, que é usado atualmente em quase todos os seus carros. O hatch saiu de linha em junho de 2019, após 24 anos de mercado brasileiro.

#### Versões
No Brasil, o Fiesta está posicionado uma categoria acima de seu antecessor, o Fiesta RoCam.

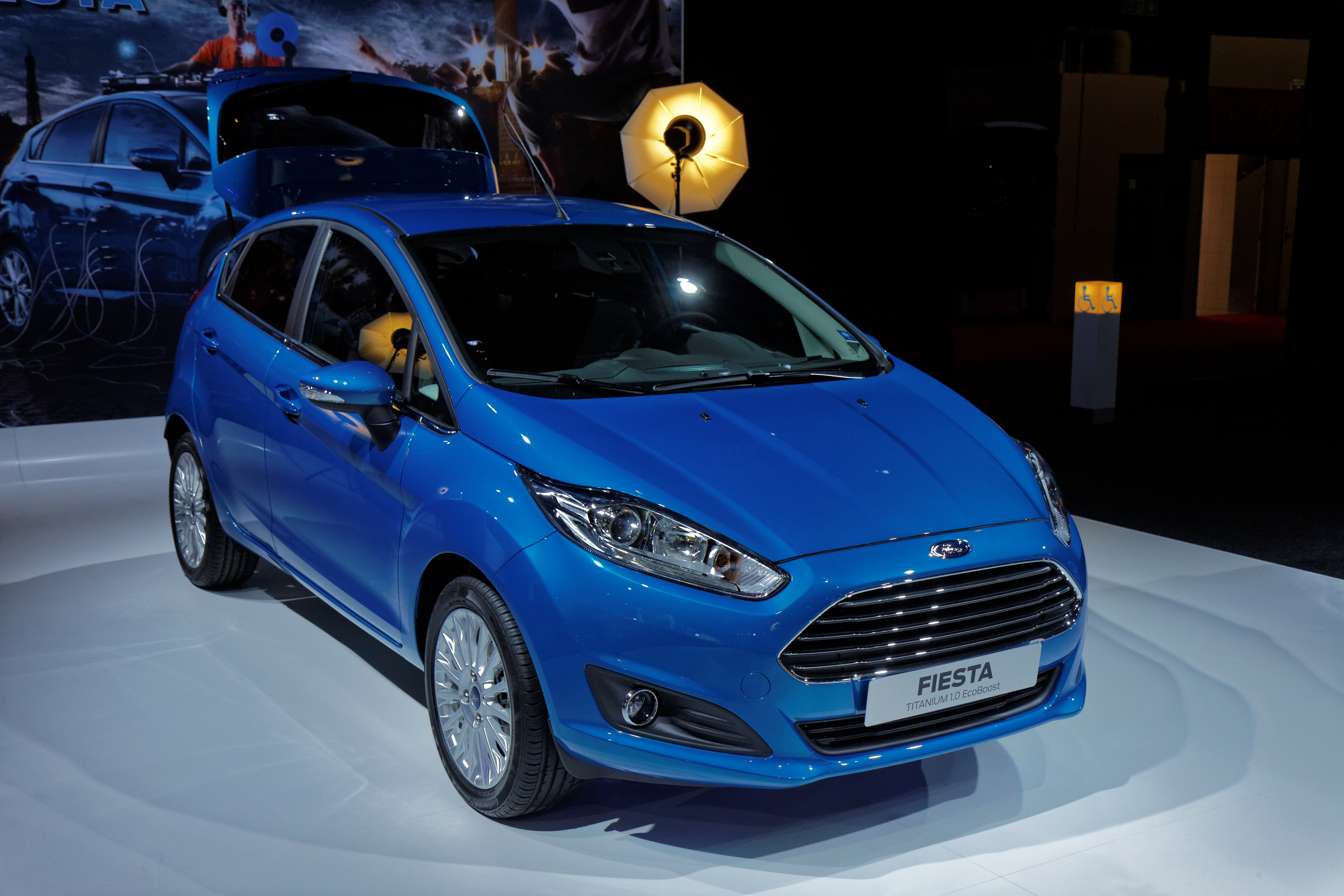
Ford Fiesta da sexta geração (facelift)

- 1.0 Ecoboost
- S 1.5
- SE 1.5
- SE 1.6
- SE 1.6 Powershift
- Titanium 1.6
- Titanium Powershift 1.6Ford Fiesta da sexta geração (facelift)Fiesta apimentado, na versão ST

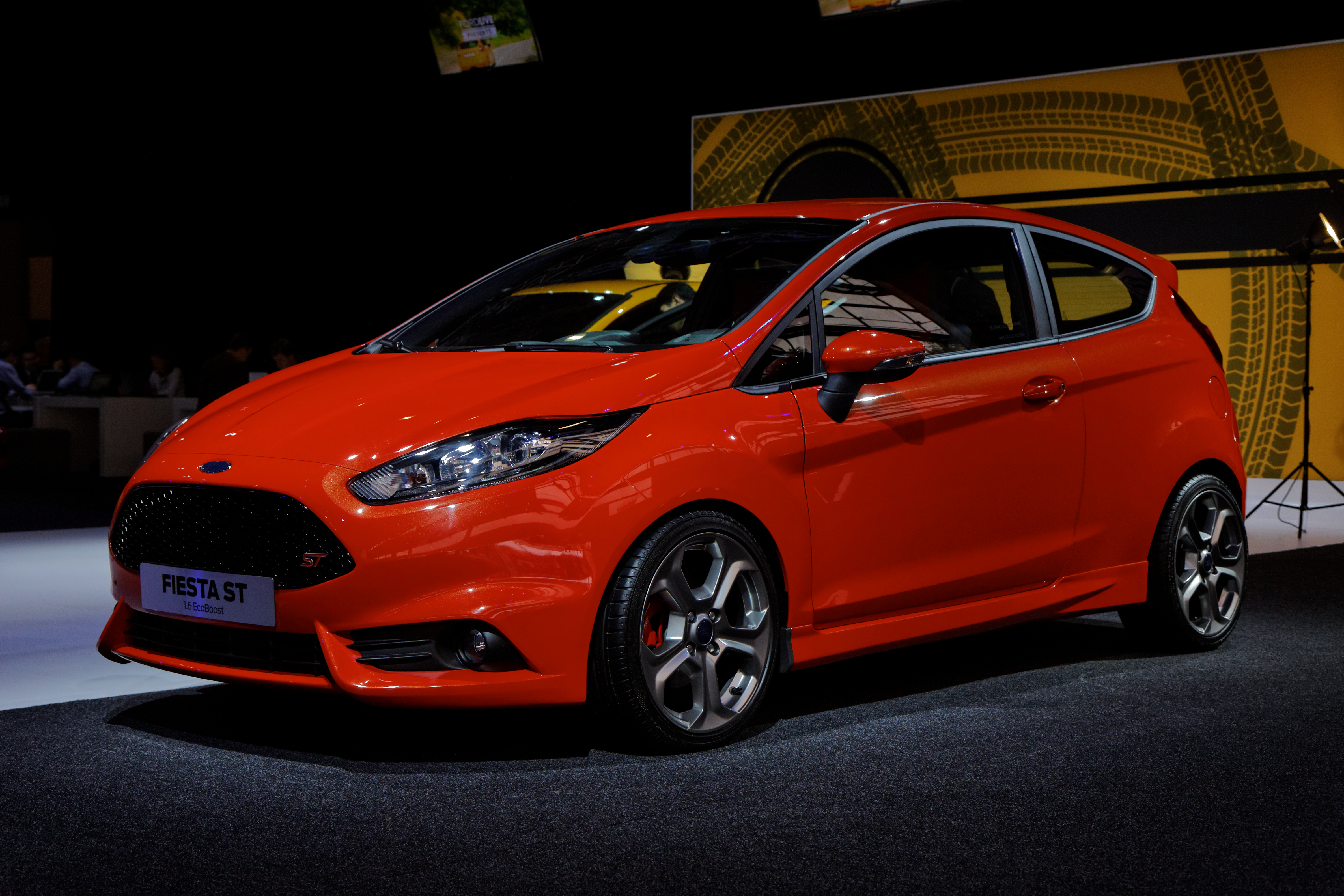
Fiesta apimentado, na versão ST

## Sétima geração (B479; 2017–2023)
Em 29 de novembro de 2016, a sétima geração do Fiesta (Mark VII, ou Mark VIII no
Reino Unido) foi anunciada na Alemanha. Diz-se que é maior, mais espaçosa, mais segura, mais eficiente e mais sofisticada em comparação com seu antecessor. A linha Fiesta foi expandida para incluir novas adições - uma variante com estilo crossover chamada Fiesta Active e o luxuoso Fiesta Vignale.
Ao contrário das gerações anteriores, o Fiesta foi gradualmente retirado da América do Norte, América do Sul, Australásia e Ásia, de acordo com a Ford, devido à popularidade de SUVs crossover, caminhonetes e carros esportivos, como o Ranger, Everest, Mustang e Escape. No entanto, o Fiesta ST continuou a ser vendido na Austrália devido à sua popularidade e margem de lucro maior.

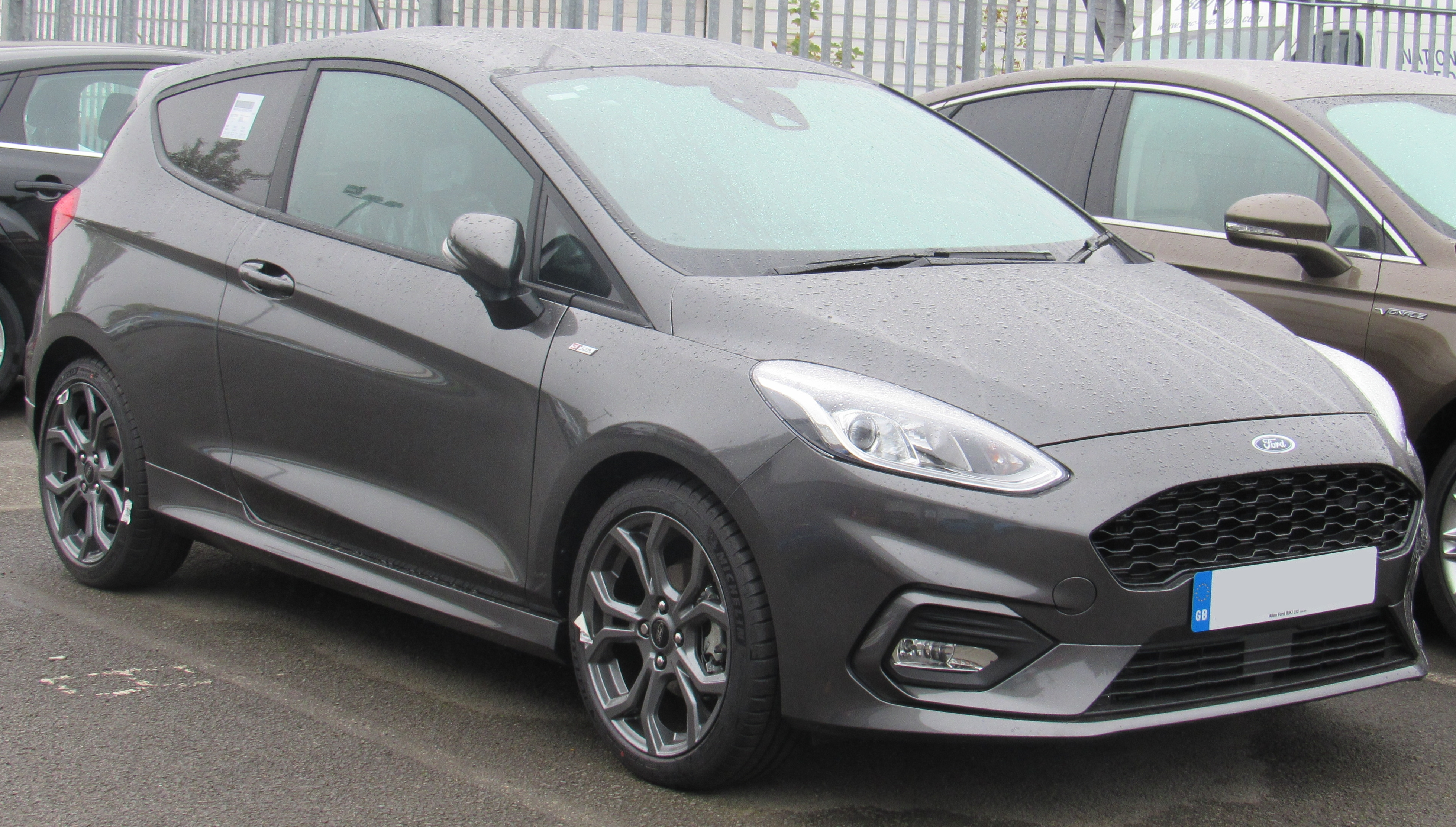
Vista frontal (Versão ST)
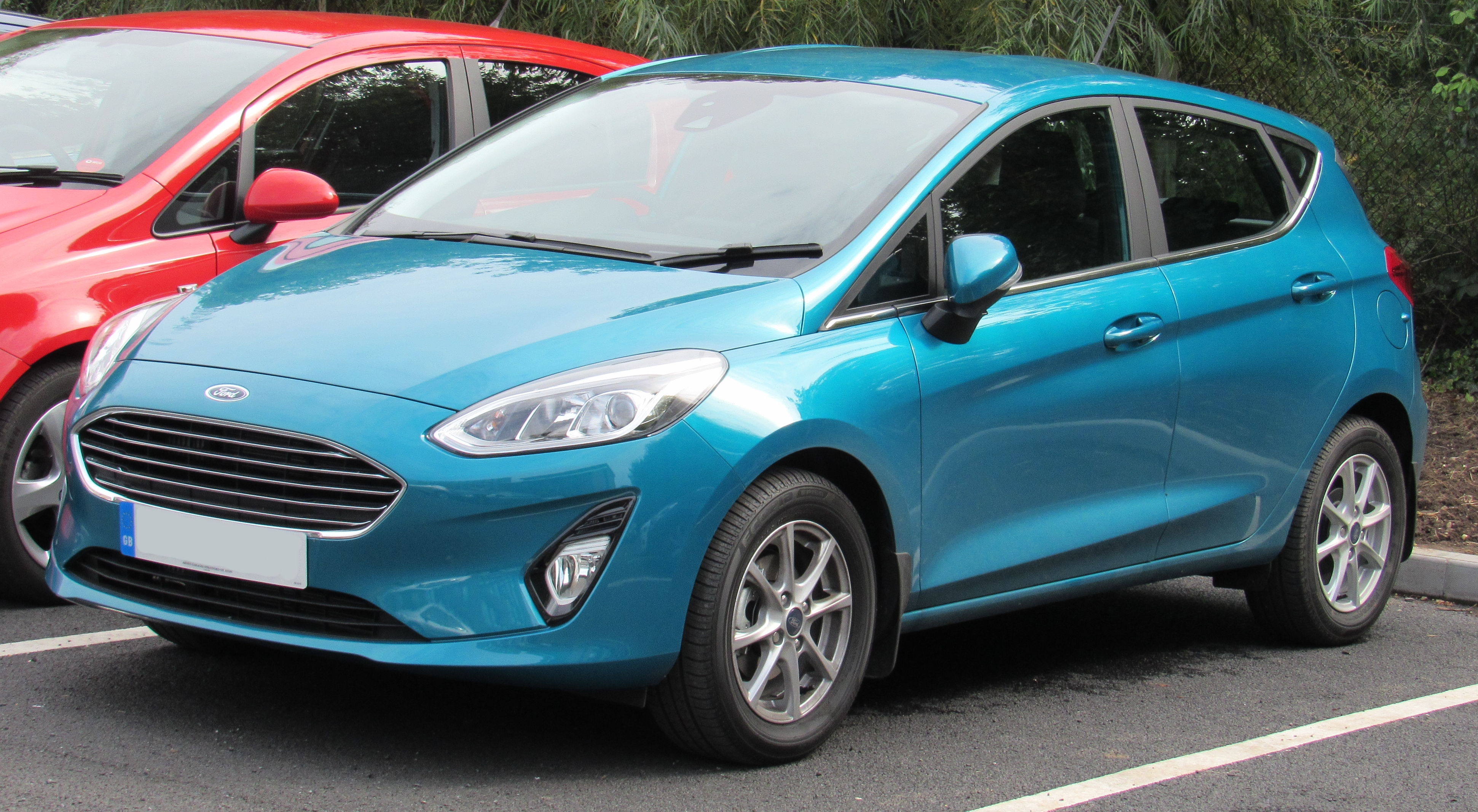
Vista frontal
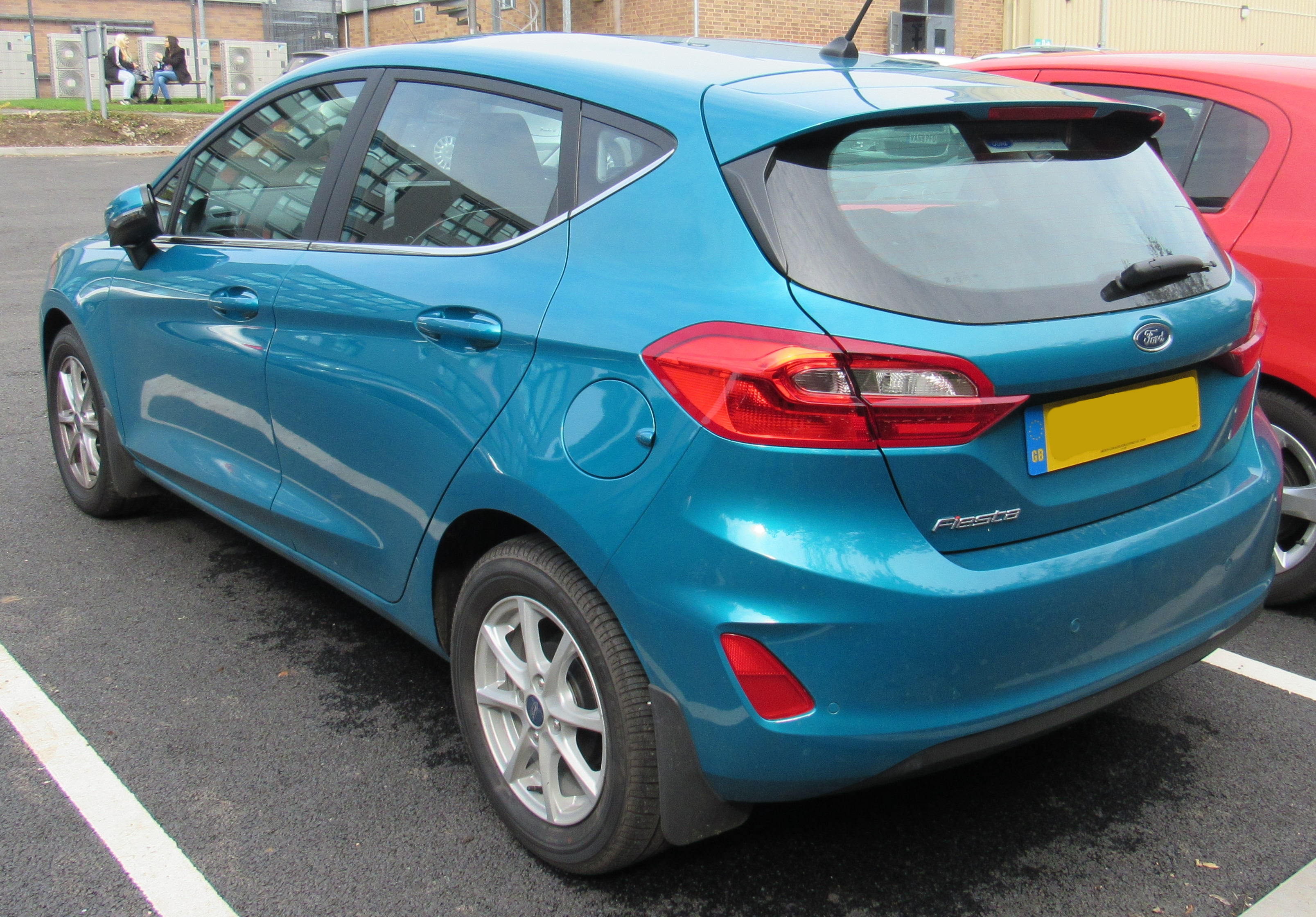
Vista traseira
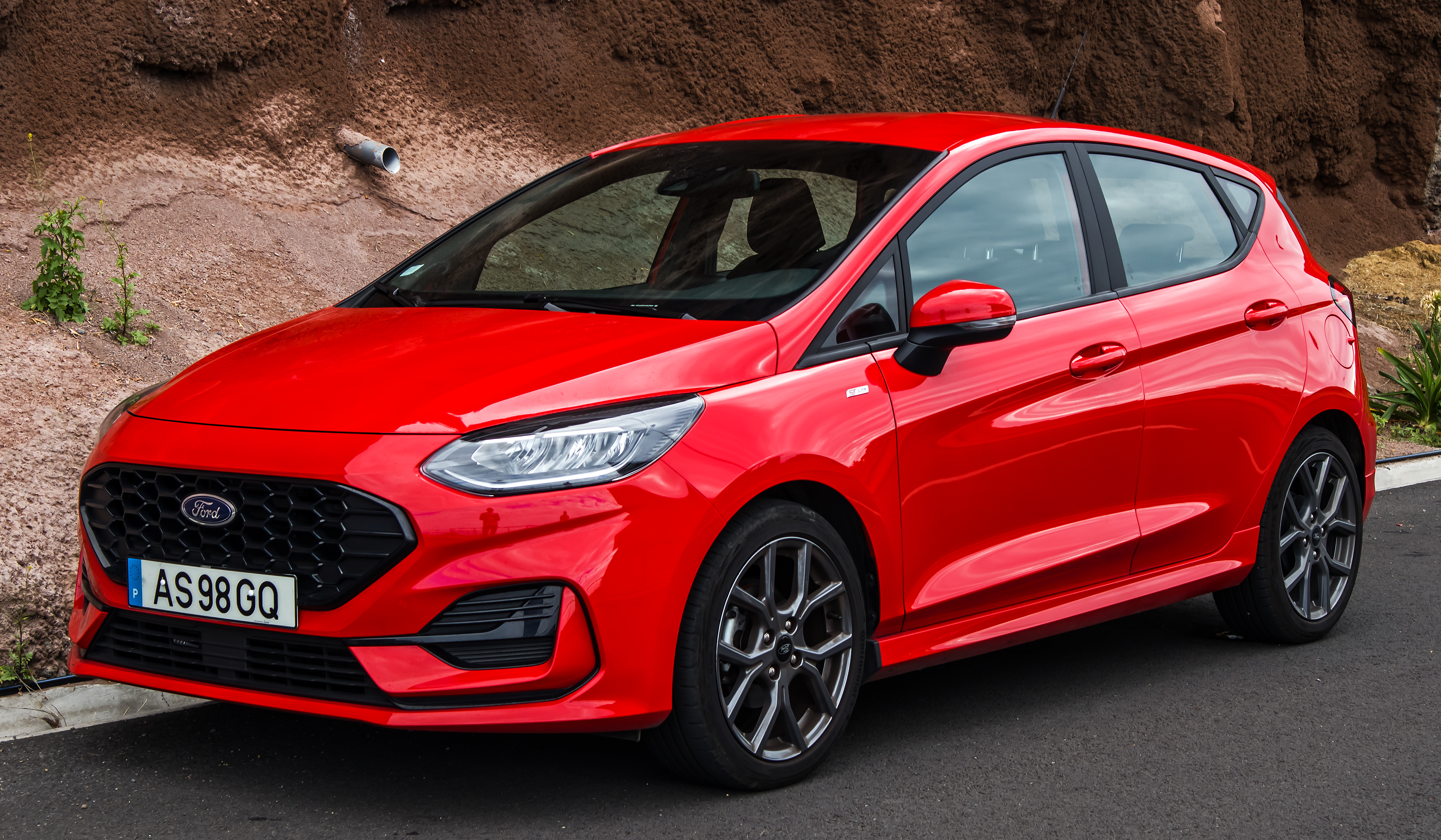
Vista frontal (Facelift)
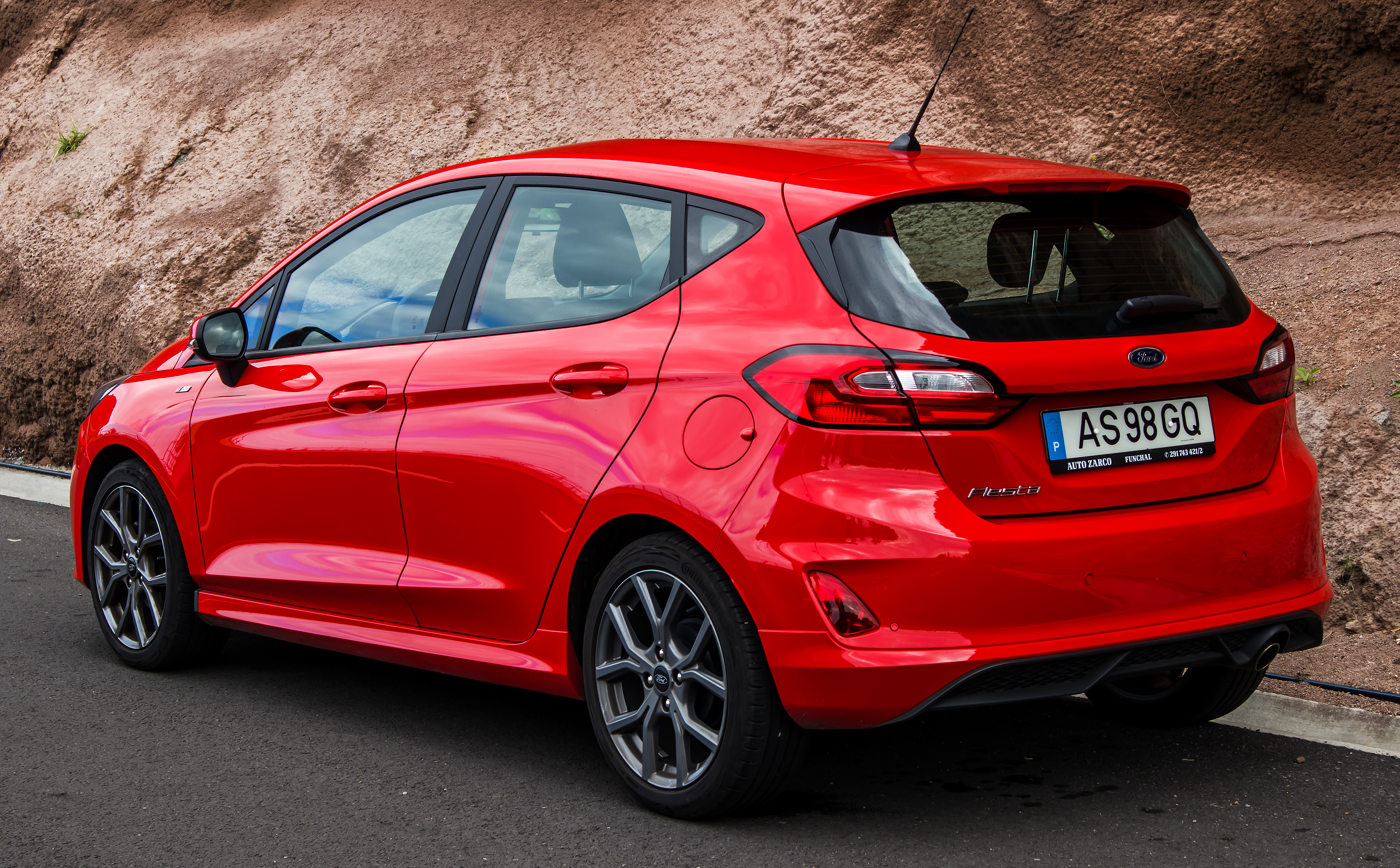
Vista traseira (Facelift)
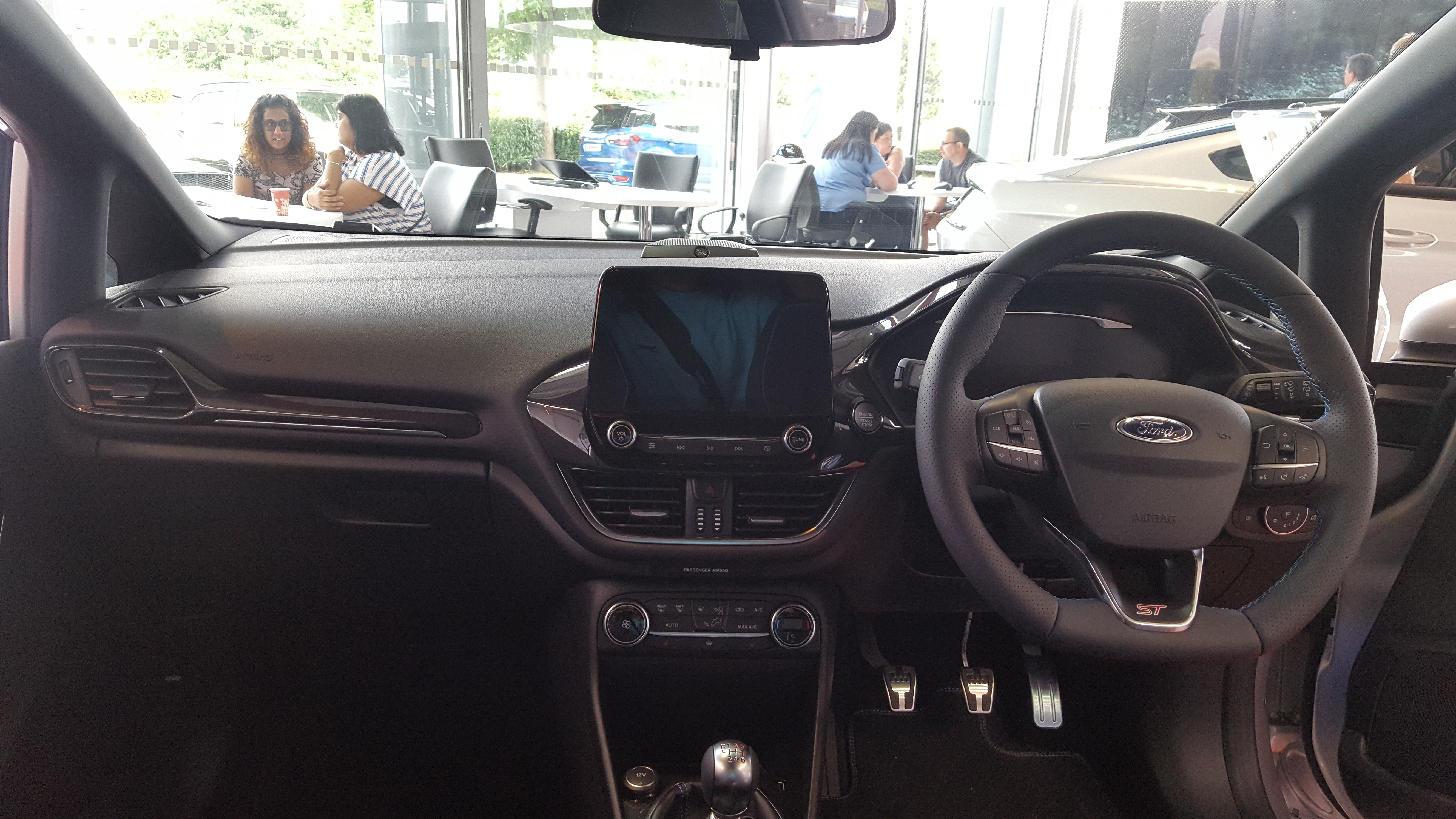
Interior

## Descontinuação
Em outubro de 2022, os executivos da Ford anunciaram a descontinuação do Ford Fiesta, à medida que os custos das peças aumentam e os motoristas optam por SUVs. Isso também permitirá que a empresa se concentre na eletrificação de sua linha. O último Ford Fiesta deixou a linha de produção em Colônia, na Alemanha, em 7 de julho de 2023. Os dois últimos Ford Fiestas serão mantidos pela Ford, um em Colônia enquanto o outro se juntará à frota da Ford no Reino Unido.